# Murshidabad
Murshidabad è una suddivisione dell'India, classificata come municipality, di 36.894 abitanti, situata nel distretto di Murshidabad, nello stato federato del Bengala Occidentale. In base al numero di abitanti la città rientra nella classe III (da 20.000 a 49.999 persone).

## Geografia fisica
La città è situata a 24° 10' 60 N e 88° 16' 0 E e ha un'altitudine di 11 m s.l.m..

## Società

### Evoluzione demografica
Al censimento del 2001 la popolazione di Murshidabad assommava a 36.894 persone, delle quali 18.827 maschi e 18.067 femmine. I bambini di età inferiore o uguale ai sei anni assommavano a 4.436, dei quali 2.253 maschi e 2.183 femmine. Infine, coloro che erano in grado di saper almeno leggere e scrivere erano 24.316, dei quali 13.302 maschi e 11.014 femmine.